# Combat naval en Grèce
Combat naval en Grèce je francouzský němý film z roku 1897. Režisérem je Georges Méliès (1861–1938). Film byl natočen na zahradě jeho domu v Montreuil ve Francii. Film byl do roku 1988 považován za ztracený, dokud ho v Britském filmovém institutu neobjevil pod jiným názvem John Barnes (* 1920). Film je se snímkem Bombardement d'une maison považován za první válečný film.
Děj filmu, ve kterém si Méliès zahrál důstojníka, se odehrává na palubě válečné lodi pod útokem. Méliès tím reagoval na řecko-tureckou válku, přestože během ní k žádné námořní bitvě nedošlo.

## Děj
Film zachycuje posádku, jak vylézá z podpalubí nabít dělo, zatímco důstojník vše pečlivě sleduje pomocí dalekohledu. Posádka stihne z kanónu vystřelit, ale brzy nato je sama zasažena nepřátelskou lodí. Jeden člen posádky je vážně zraněn. (Film byl natočen pravděpodobně z řecké perspektivy.)